# Daniel Scheen-Pauls

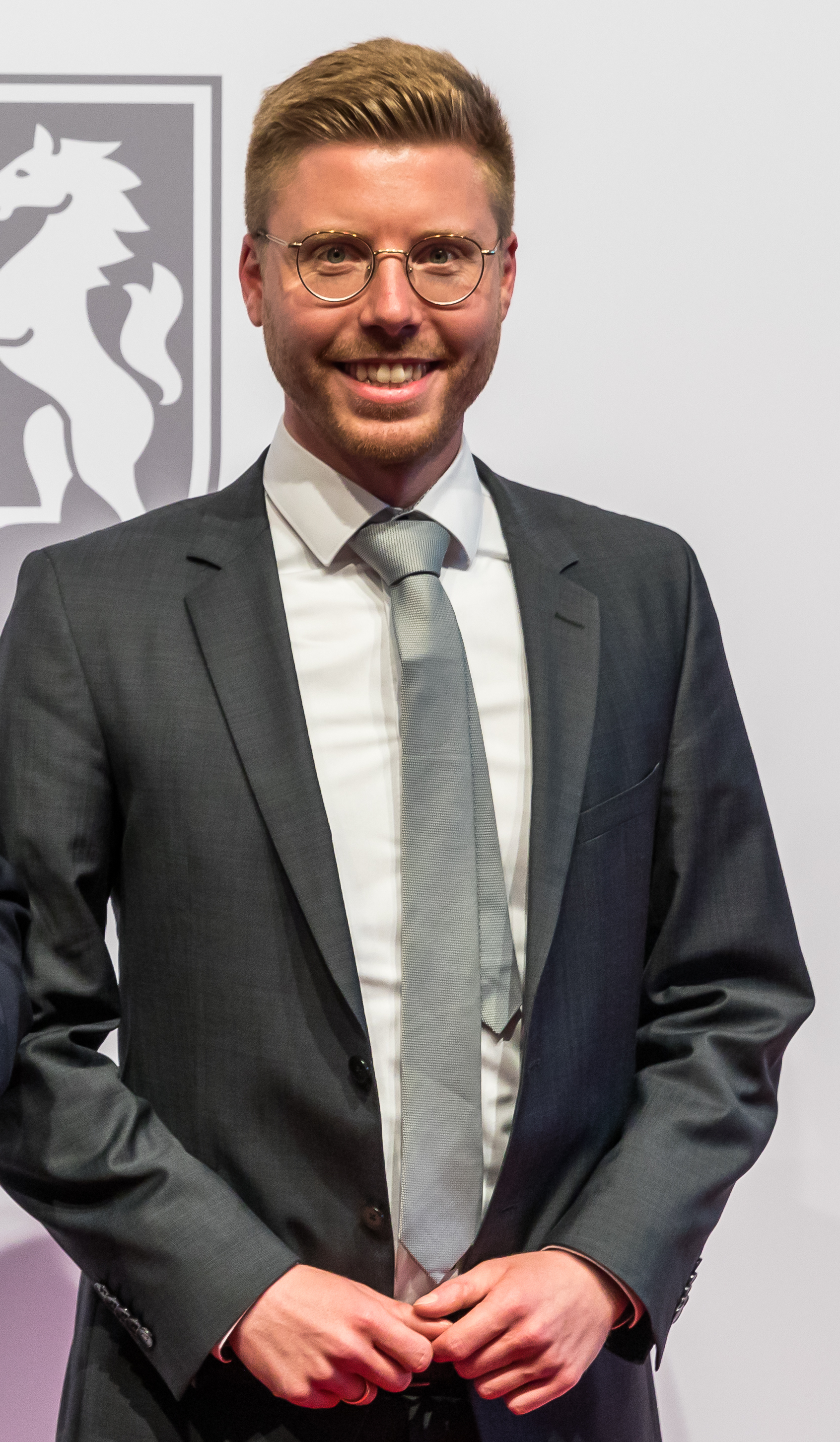
Daniel Scheen-Pauls (2023)

Daniel Scheen-Pauls (* 15. Juli 1992 in Simmerath) ist ein deutscher Politiker (CDU). Bei der Landtagswahl in Nordrhein-Westfalen 2022 erhielt er ein Abgeordnetenmandat im Landtag von Nordrhein-Westfalen.

## Leben
Daniel Scheen-Pauls absolvierte zunächst eine kaufmännische Ausbildung. Berufsbegleitend bildete er sich zum staatlich geprüften Betriebswirt weiter und schloss ein betriebswirtschaftliches Studium als Bachelor ab. Er ist bei einem kommunalen Verkehrsunternehmen Projektleiter für digitale Mobilitätslösungen.

## Partei und Politik
Daniel Scheen-Pauls ist seit 2019 Mitglied der CDU. Er ist seit 2020 Ratsmitglied in Simmerath und amtiert als Ortsvorsteher im Ortsteil Strauch. Er erhielt 2022 ein Direktmandat im Landtagswahlkreis Aachen IV.
Am 16. November 2024 wurde Scheen-Pauls als Nachfolger von Dennis Radtke zum Vorsitzenden der Christlich-Demokratische Arbeitnehmerschaft NRW gewählt.